# Александровичи
Александрович (пол. Aleksandrowicz) — несколько дворянских родов и несколько одноимённых польских дворянских гербов, также украинский дворянский род, происходящий из казацкой старшины Гетманщины, род внесён в Малороссийский гербовник.
Альберт Александрович имел звание конюшего великого княжества Литовского при Сигизмунде I. Григорий Александрович был великим гетманом литовским. Домник Александрович был конюшим ВКЛ и кавалером ордена Белого Орла. Станислав Александрович возведен императором Францем II 09 октября 1800 года в графское достоинство королевства Галицкого.
|  | Гербовник, VIII, 138 — Герб рода Александровичей, потомки фамилии Александровичей, происходящих из Польской шляхты. Предок рода находился в Киеве и имел сына Александра, потомки которого и именуются Александровичами. Александровичи служили Российскому престолу в различных малороссийских чинах и владели деревнями, что подтверждается справками Черниговского дворянского собрания. Описание герба: Щит разделён диагонально к правому нижнему углу на две части, из которых — в правом поле пурпурного цвета расположена серебряная стрела, летящая вниз. В левой части голубого поля щита изображён золотой крест на красном сердце с птицей (чайка или поморник) на кресте. Щит увенчан дворянским шлемом и в короне, на которой находится Фортуна (богиня удачи), то есть: нагая дева с парусом в руках. Намёт на щите голубого цвета, подложенный золотом. |
|  | Гербовник Царства Польского, I, 5 — Герб графского рода Александровичей, потомки Литовского дворянского рода из великого княжества Литовского по прозвищу Витольд, переселившиеся в Польшу и служащие в Польском королевстве в высших должностях и чинах. Описание герба: Щит красного цвета с золотой каймой и увенчанный графской короною; в центре щита две скрещенные косы наконечниками вверх и остриём к середине щита; в точке их пересечения сходятся сверху и снизу два меча, оправленные золотом. Над графской короной размещается шлем с золотыми решёткой, цепочкой и медалью, увенчанный дворянской короной, в которой три страусиных пера: жёлтое — посередине и красные — по краям. Намёт, красный с золотым подбоем. |
|  | Гербовник Царства Польского, I, 39 — Герб рода Александровича (с прозвищем Витальд). Проживали в Великом княжестве Литовском и служили в разных высших должностях. Томас Александрович был подляским воеводой при царствовании Станислава Августа и его сын Станислав, в 1800 году возведён в графское достоинство дипломом римского императора Франца II. Описание герба: В красном поле щита две скрещенные косы наконечниками вверх и остриём к середине; в точке их пересечения сходятся сверху и снизу два меча с золотыми рукоятками. Над щитом размещается рыцарский шлем в дворянской короне и тремя страусиными перьями над нею. |

Гербовник королевства Галиции и Лодомерии — Герб Александровичи (пол. Aleksandrowicz, укр. Олександровичі). Миколай, адвокат трибунала львовского, подтвердил шляхетское происхождение своего рода в суде земском, в 1782 году.
Гербовник белорусской шляхты (бел. Гербоўнік беларускай шляхты) — В Минской губернии шляхетство доказали 2 рода Александровичей — герба собственного, Александрович (пол. Aleksandrowicz, бел. Александровіч) и герба Косцеша.